# 存金沟乡
存金沟乡是中华人民共和国内蒙古自治区赤峰市宁城县下辖的一个乡。
2012年1月20日，内蒙古自治区人民政府批复同意从三座店乡划出部分区域，设置存金沟乡，辖李麻子沟、李家窝铺、程家营子、草沟门、喇嘛沟门、芦家店、陶家营子、八家、赵家店、格日勒图、六支沟、小梁子、老局子、南山根14个村，驻格日勒图。

## 行政区划
存金沟乡下辖以下村级行政区划单位：
格日勒图村、南山根村、程家营子村、六支沟村、草沟门村、芦家店村、老局子村、陶家营子村、李麻子沟村、喇嘛沟门村、李家窝铺村、八家村、赵家店村和小梁子村。